# گیانندرای نپال
گیانندرا (نپالی: ज्ञानेन्द्र शाह؛ زادهٔ ۷ ژوئیهٔ ۱۹۴۷) آخرین پادشاه نپال بود که از سال ۲۰۰۱ تا ۲۰۰۸ قدرت را در کشور نپال در اختیار داشت. وی در سال ۲۰۰۶ پس از چندین سال جنگ داخلی نپال، موافقت خود را در تشکیل دولت و انتخاب نخست‌وزیر اعلام کرد. در سال ۲۰۰۸ با اعلام تغییر نظام پادشاهی به جمهوری توسط مجلس، گیانندرا از سلطنت کنار رفت.